# Olympisch Stadion (Antwerpia)
Olympisch Stadion – stadion położony w Antwerpii. Został oddany do użytku w 1920 roku jako główna arena organizowanych wówczas w Antwerpii Letnich Igrzysk Olimpijskich. Obecnie służy głównie jako obiekt piłkarski – swoje mecze rozgrywa na nim klub Germinal Beerschot Antwerpia. Pojemność stadionu wynosi 12 771 miejsc.